# (508) Princetonia
(508) Princetonia ist ein Asteroid des Hauptgürtels, der am 20. April 1903 von Raymond Smith Dugan entdeckt wurde.
Benannt ist der Himmelskörper nach der Universität Princeton, USA.